# Paolina Secco Suardo
La contessa Paolina Secco Suardo Grismondi conosciuta anche come Lesbia Cidonia (Bergamo, 11 marzo 1746 – Bergamo, 27 marzo 1801) è stata una poetessa italiana.
Nell'Accademia dell'Arcadia la contessa assunse il nome di Lesbia Cidonia, con cui fu conosciuta nel mondo letterario.

## Biografia
Fu incoraggiata dal padre Bartolomeo, che aveva una ricca biblioteca di famiglia, e dalla madre Caterina dei conti Terzi, anch'ella poetessa, a comporre versi fin da giovane.
A 18 anni sposò il conte Grismondi che seguì a Verona, dove frequentò Pindemonte.
I letterati più famosi della sua epoca lodarono grandemente i suoi versi, ma, caduto in discredito il mondo arcade, Lesbia Cidonia fu quasi dimenticata e ritenuta una tipica espressione di un mondo frivolo o insulso.
Qualche critico sostenne che le sue poesie erano in realtà plagi, ma gli studi più recenti non confermano questa ipotesi.
Lorenzo Mascheroni le dedicò un Invito a Lesbia Cidonia tuttora ricordato. Mascheroni, anch'egli arcade con il nome di Dafni Orobiano invita, in un poemetto in eleganti versi sciolti, la dama più apprezzata nel mondo letterario a visitare le collezioni di storia naturale dell'Università di Pavia. La poesia ebbe un enorme successo e in un anno furono fatte tre ristampe, cui ne seguirono moltissime altre nei decenni successivi, rendendo ancora più famoso il nome di Lesbia Cidonia.
Anche Voltaire le rivolse parole di apprezzamento, e ricevette un epigramma di lode da Giuseppe Parini.
Nel 1891 la “Scuola Magistrale Femminile per Allieve Maestre” di Bergamo, istituita con Regio Decreto nel 1861, è intitolata alla Contessa Paolina Secco Suardo. L'Istituto, “Liceo delle Scienze Umane e Liceo Musicale Paolina Secco Suardo”, si trova nel centro di Bergamo e continua a portare il nome della contessa.